# Premio Kistler
El Premio Kistler (creado en 1999) se concede anualmente para reconocer contribuciones originales para "el entendimiento de la conexión entre la herencia humana y la sociedad humana", e incluye un premio en efectivo de US $100.000 y una medalla de 200 gramos de oro.
El premio es otorgado por la Fundación para el Futuro, y lleva el nombre de su benefactor, el físico e inventor Walter Kistler.

## Fundación para el Futuro
La misión de la Fundación para el Futuro es aumentar y difundir el conocimiento sobre el futuro a largo plazo de la humanidad. Lleva a cabo una amplia gama de programas y actividades para promover la comprensión de los factores que pueden tener un impacto en la vida humana en el largo plazo.

## Premiados
Los ganadores de éste premio han sido:
- 2000 – Edward Osborne Wilson[3]
- 2001 – Richard Dawkins[4]
- 2002 – Luigi Luca Cavalli-Sforza[5]
- 2003 – Arthur Jensen[6]
- 2004 – Vincent Sarich[7]
- 2005 – Thomas Bouchard[8]
- 2006 – Doreen Kimura[9]
- 2007 – Spencer Wells[10]
- 2008 – Craig Venter[11]
- 2009 – Svante Pääbo[12]
- 2010 – Leroy Hood[13]
- 2011 – Charles Murray

## Premio Walter P. Kistler Book
El Walter P. Kistler Book Award fue establecido en 2003 para reconocer a los autores de libros sobre ciencia que "aumentan significativamente el conocimiento y la comprensión de temas públicos que determinaran el futuro de nuestra especie". El premio incluye premio en efectivo por US $10 000 y es formalmente entregado en una ceremonia abierta a todo público.
Los ganadores han sido:
- 2003 – Gregory Stock por El rediseño de los seres humanos: nuestro futuro genético inevitable
- 2004 – Spencer Wells por El viaje del Hombre: Una odisea genética
- 2005 – Steven Pinker por La Tabla rasa
- 2006 – William H. Calvin por Un cerebro para la eternidad: la Evolución Humana y Cambio Climático Abrupto
- 2007 – Eric Chaisson por Epopeya de la evolución: Siete Edades del Cosmos
- 2008 – Christopher Stringer por Homo britannicus: la increíble historia de la vida humana en Gran Bretaña
- 2009 – David Archer por El extenso deshielo: ¿Cómo los seres humanos están cambiando los próximos 100.000 años de clima de la Tierra?